# Años 1620 a. C.
La década de los años 1620 a. C. comenzó el 1 de enero de 1629 a. C. y terminó el 31 de diciembre de 1620 a. C.

Corresponde al siglo XVII a. C.

## Acontecimientos
- 1626 a. C.: Una erupción volcánica en una isla cercana provoca la destrucción de muchos centros urbanos cretenses y de varios palacios.[1]